# 程琬容
程琬容（英語：Cheng Wan-Jung，1988年2月22日—），台灣女子游泳運動員，台灣多項女子游泳紀錄保持者。

## 簡歷
程琬容就讀於台北南港高中(國中部)、南港高中，後進入台灣大學生物產業傳播暨發展學系、台北市立大學體育研究所。2009東亞運動會400混金牌、2009亞洲錦標賽200混合式金牌、400混合式銀牌、200蛙式銅牌及
2010亞洲運動會400混合式銅牌。2012年倫敦奧運時，雖完成女子200公尺蝶泳預賽，排名第28，未能進入半準決賽。2013年8月25日於香港國際游泳公開賽（Hong Kong International Open Swimming Championships）女子100公尺蝶式項目以01:01.22成績獲得金牌並獲頒最佳女運動員獎。

## 台灣游泳紀錄
程婉容目前為多項台灣游泳紀錄保持人：
長水道(50M)： 
100公尺蝶式 01:00.29。
200公尺蝶式 02:09.35 。
200公尺混合式 02:12.55。
400公尺混合式 04:40.21。
200公尺蛙式 02:29.64。
4x100混合式接力 04:13.08（陳廷、陳怡娟、程琬容、楊金桂）
短水道(25M):
200公尺蛙式 02:26.30。
100公尺蝶式 58.77。
200公尺蝶式 02:08.25。
100公尺混合式 01:01.43。
200公尺混合式 02:11.70。
400公尺混合式 04:39.08。

## 外部連結
- 程琬容 Facebook （页面存档备份，存于） （繁體中文）